# Derbi de los eternos enemigos

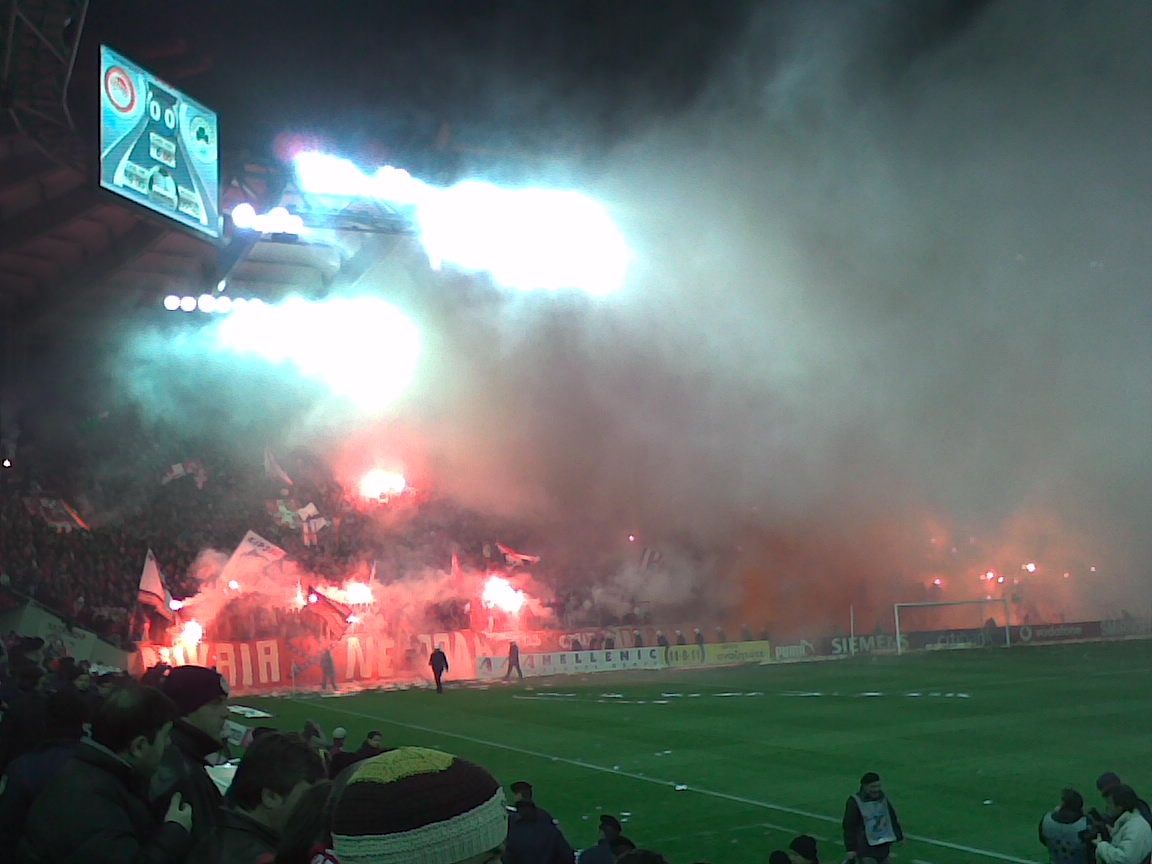
Aficionados del Olympiacos en los prolegómenos de un derbi en el estadio Karaiskakis.

El Derbi de los eternos enemigos (en griego: Ντέρμπι των αιωνίων αντιπάλων), también conocido como La madre de todas las batallas (en griego: Μητέρα των μαχών), es un partido de fútbol disputado entre los dos clubes más exitosos de Atenas, el Panathinaikós y el Olympiakós. La rivalidad entre los clubes y sus aficionados es muy intensa, por lo que este derbi siempre ha sido un clásico de la capital griega, el más prestigioso del fútbol griego y una de las rivalidades más conocidas de todo el mundo, además de ser una de las más violentas por la pasión que las hinchadas de cada equipo profesan dentro y fuera de la cancha, terminando en disturbios y enfrentamientos entre ellas.

## Historia

### Aspecto cultural
La rivalidad entre los dos gigantes clubes griegos surge de diferencias sociales, culturales y regionales. El Panathinaikos, fundado en 1908, proviene del centro de Atenas y fue considerado el representante clásico de la antigua clase alta social de la capital griega. Por su parte, el Olympiacos fue fundado en 1925 y proviene de El Pireo, el puerto de Atenas, atrayendo así a aficionados de las clases trabajadoras que lo rodean. Ambas ciudades han jugado un papel importante en la historia griega desde la antigüedad clásica, pues Atenas fue considerada como la cuna de la antigua civilización griega, aprovechando el potencial estratégico de El Pireo y la formación de una región unificada con esta. Durante el siglo XX, Atenas experimentó una explosión demográfica y la expansión territorial vino a encerrar todos sus alrededores, incluyendo El Pireo, en un área urbana grande.
Estas diferencias de clase entre la masa social de los dos clubes ofrecen más razones para la animosidad entre sus seguidores. El éxito temprano del Olympiacos benefició al pueblo de El Pireo para expresar su desprecio por las clases más ricas, que eran las que, en gran medida, apoyaban al Panathinaikos. Por otra parte, el Olympiacos atrajo a aficionados de otras regiones de Grecia que se consideran a sí mismos víctimas de la injusticia social y política del país. Sin embargo, este tipo de enfrentamiento se está volviendo menos presente que en el pasado, ya que las diferencias de clases sociales entre los aficionados ya no son tan pronunciadas, cerrándose la brecha social existente en los últimos años gracias al desarrollo económico de Grecia, que incluso la llevó a ser miembro de la Unión Europea. Hoy en día, los dos clubes cuentan con seguidores que representan a todas las clases sociales.

### Aspecto hincha

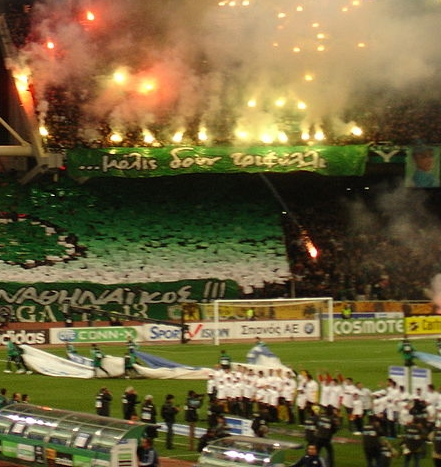
Aficionados del Panathinaikos.

El Olympiacos y el Panathinaikos son los clubes más populares del fútbol heleno. Ambos cuentan con grandes aficiones que los siguen en partidos nacionales e internacionales. La violencia en el fútbol griego es un fenómeno muy común entre los hinchas, que va desde romper asientos, peleas, fuegos artificiales, bengalas y disturbios en la calle. El odio es tan intenso que muchos incidentes violentos han tenido lugar en varias regiones de Atenas, especialmente antes o después de un derbi.
El 29 de marzo de 2007, Mihalis Filopoulos, un joven de 22 años hincha del Panathinaikos, fue apuñalado hasta la muerte en Paiania, una ciudad cercana a Atenas, donde tenía programado un partido de voleibol femenino entre el Olympiacos y el Panathinaikos ese día, durante un enfrentamiento previo entre hinchas de ambos clubes. Este incidente causó gran malestar en Grecia y provocó una investigación policial de gran tamaño en la escena hincha organizada, mientras que todos los eventos deportivos del equipo en Grecia fueron suspendidos por dos semanas.

### Aspecto futbolístico
Ambos clubes compiten entre sí por el título de campeón nacional de liga, así como el mejor club polideportivo griego en general. Sus departamentos de fútbol han sido siempre los más atractivos entre sus aficiones y tienen un antagonismo de larga duración desde que se conocieron en el campo, pero la rivalidad se extiende también a otros deportes de equipo como el baloncesto, voleibol y waterpolo.
El Olympiacos es el club de fútbol más exitoso de Grecia, en términos de títulos nacionales, después de haber ganado un récord de 80 títulos oficiales en comparación con el Panathinaikos, que cuenta con 43 títulos. Sin embargo, el Panathinaikos presume de su mejor rendimiento en las competiciones europeas, ya que su mayor éxito es el subcampeonato de la Copa de Europa de 1971, el único equipo griego que lo hecho hasta ahora, mientras que el mejor resultado del Olympiacos es la Liga Conferencia de la UEFA conquistada en 2024.

## Palmarés
| Títulos                | Títulos    | Títulos       |
| Competición            | Olympiacos | Panathinaikos |
| ---------------------- | ---------- | ------------- |
| Liga griega            | 48         | 20            |
| Copa de Grecia         | 29         | 20            |
| Supercopa de Grecia    | 4          | 3             |
| UEFA Conference League | 1          | 0             |
| Total                  | 82         | 43            |